# Liacarus leleupi
Liacarus leleupi är en kvalsterart som beskrevs av Balogh 1958. Liacarus leleupi ingår i släktet Liacarus och familjen Liacaridae. Inga underarter finns listade i Catalogue of Life.